# Johann Christoph Gottbill
Johann Christoph Gottbill (* 13. April 1768 in Trier; † 25. Januar 1828 in Mariahütte) war ein deutscher Hüttenbesitzer, Bürgermeister und stellvertretendes Mitglied des Rheinischen Provinziallandtages.

## Leben
Johann Christoph Gottbill war ein Sohn des Trierer Bürgermeisters Ludwig Karl Gottbill (1731–1799) und dessen Ehefrau Anna Katharina Doell (1734–1798).
Er war für ein geistliches Leben bestimmt und empfing am 25. April 1779 die Tonsur.
Nach einem Studium an der Universität Trier erwarb er 1786 den Titel Baccalaureus und 1787 den Titel Magister.
Am 10. Juni 1795 erhielt er ein Kanonikat im Stift St. Simeon in Trier, in dessen Besitz er bis 1802 war, als das Stift im Zuge der Säkularisationaufgehoben wurde.
Gottbill kehrte zur Familie zurück und führte zusammen mit seinem Vater das Eisenwerk Mariahütte in Nonnweiler und war in den Jahren von 1808 bis 1816 Maire von Otzenhausen im saarländischen Landkreis St. Wendel. Nach Beendigung der Franzosenzeit übte er dort bis 1818 das Amt des Bürgermeisters aus.
1826 war er für den Wahlkreis Trier stellvertretendes Mitglied des Rheinischen Provinziallandtages.